# Q-pop
Q-pop (/kju pɔp/, абревіатура від англ.  Qazaq pop) — музична субкультура, яка виникла в Казахстані і увібрала в себе елементи західного електропопу, хіп-хопу, танцювальної музики та сучасного ритм-н-блюзу.
Термін Q-pop позначає витоки цього стилю з азійської поп-музики, зокрема південнокорейської (K-pop) та японської (J-pop) і одночасно підкреслює місце казахської поп-музики на світовій поп-сцені. Q-pop почав здобувати популярність у світі, його фанати є не лише в Казахстані, але й Південній Кореї, Тайвані, Китаї, Туреччині тощо.

## Походження
Основоположником музичного жанру вважається бой-бенд Ninety One, утворений 2014 року з п'ятьох хлопців на основі телевізійного проекту K-Top Idols та учасника, що пройшов навчання у корейському агентстві SM-Entertainment. Їх відеокліп на першу пісню лідирував в чартах музичних каналів Казахстану 20 тижнів. Впродовж двох років у Казахстані з'явилося більше десяти музичних гуртів і артистів подібного спрямування.
Q-pop, як і південнокорейський K-pop, в першу чергу, орієнтований на підлітків, і має широку аудиторію в соціальних мережах. Продюсер гурту Ninety One Ерболат Беделхан впровадив південнокорейську систему процесу підготовки молодих співаків і співачок для участі в музичному бізнесі. Першою продюсерською компанією, що працює за цією системою, стала JUZ Entertainment.За словами Ерболата Беделхана:
 Наша музика абсолютно не схожа на K-pop, хіба що зовні. Це — вже субкультура, а не жанр. Відповідно у субкультурі є свої поняття стилю і способу життя. Наш стиль — новий для Казахстану. Хтось розуміє його, а хтось ні, і наше головне завдання — започаткувати субкультуру під назвою Q-pop. — / Caravan.kz
Після успіху Ninety One у Казахстані з'явились інші гурти, які працюють у цьому напрямку: Newton, Crystalz, MadMen, EQ, Moonlight, Juzim, Renzo, 10iz, Blast Boys, а також сольні виконавці: Ziruza, Ayree, Malika Yes, Riza, C.C.TAY, Kyle Ruh, DiUooU.

## Події
27 жовтня 2018 року в місті Алмати на «Астана-Арена» пройшов фестиваль у Q-pop жанрі — Q-FEST. Цей фестиваль був організований за ініціативою Ерболата Беделхана, продюсера гурту Ninety One. На фестивалі виступили найвідоміші q-pop артисти зібравши на концерт 12 тисяч осіб. Така аудиторія є дуже високою для Казахстану. На фестивалі було ряд дебютів і цікавих спільних проектів. Цей фестиваль показав високе місце q-pop'а в казахському шоу-бізнесі.
Жанр Q-pop підтримують такі звукозаписуючі компанії і агентства з пошуку талантів, як Juz Entertainment, YB Entertainment, Moon Entertainment, Trend Entertainment, Eighty Eight Entertainment, MM Entertainment, DEM Entertainment.